# Chymomyza mycopelates
Chymomyza mycopelates är en tvåvingeart som beskrevs av David Grimaldi 1986. Chymomyza mycopelates ingår i släktet Chymomyza och familjen daggflugor.
Artens utbredningsområde är Costa Rica. Inga underarter finns listade i Catalogue of Life.